# Aeroklub Królestwa Polskiego
Aeroklub Królestwa Polskiego – nieistniejący warszawski oddział Aeroklubu Wszechrosji.

## Historia
W roku 1911 Stanisław i Konstanty Lubomirscy będący członkami rzeczywistymi Aeroklubu Wszechrosji uzyskali od władz tego Aeroklubu zezwolenie na powołanie w Warszawie jego oddziału. Statut tego aeroklubu nazwanego Aeroklubem Królestwa Polskiego złożono do legalizacji w Urzędzie Gubernialnym w Warszawie 15 czerwca 1911 roku. Ostatecznie aeroklub nie powstał – po półrocznym oczekiwaniu Lubomirscy otrzymali od władz zaborczych odpowiedź odmowną.